# P-8 포세이돈

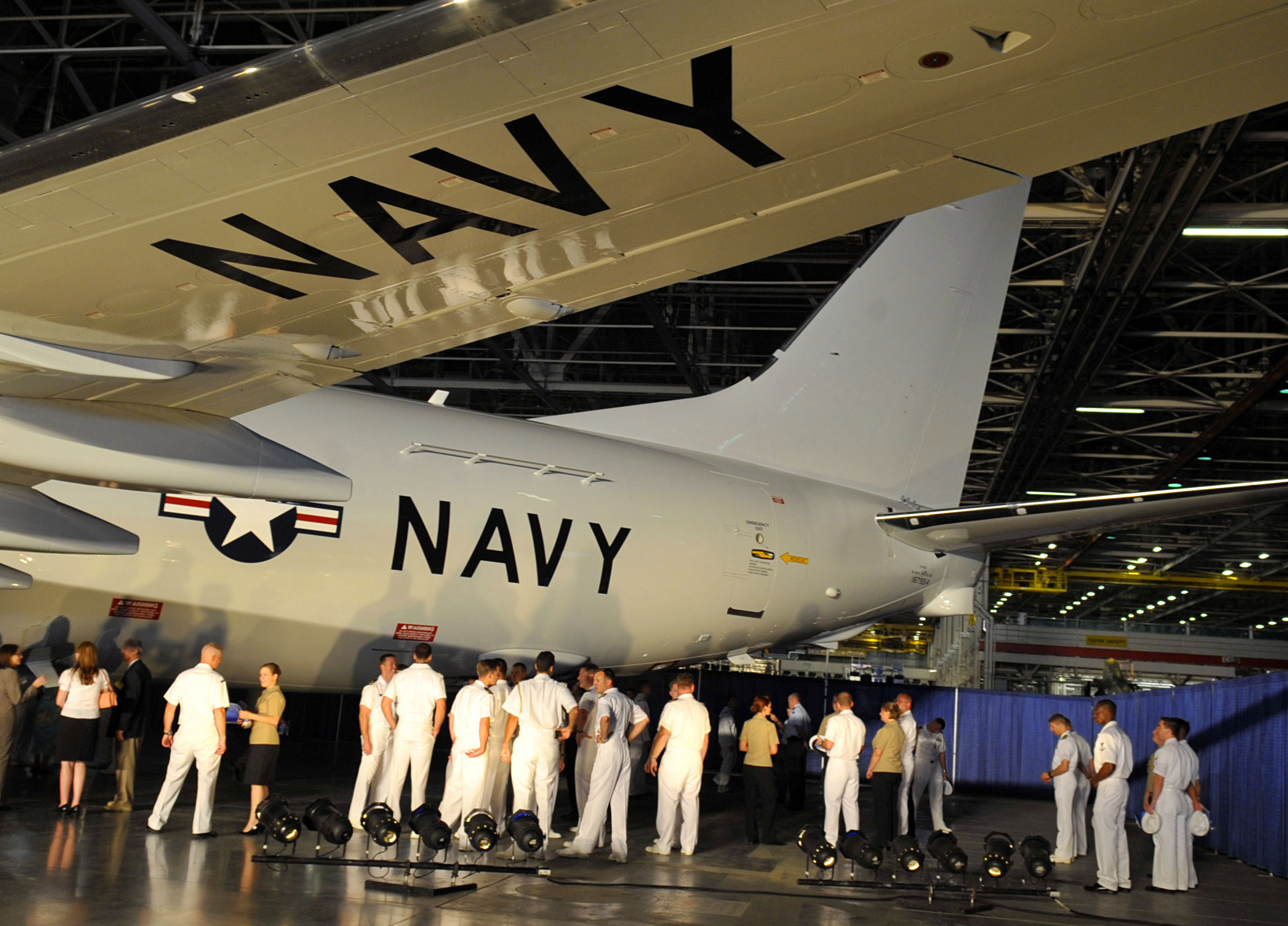
P-8 포세이돈의 후미

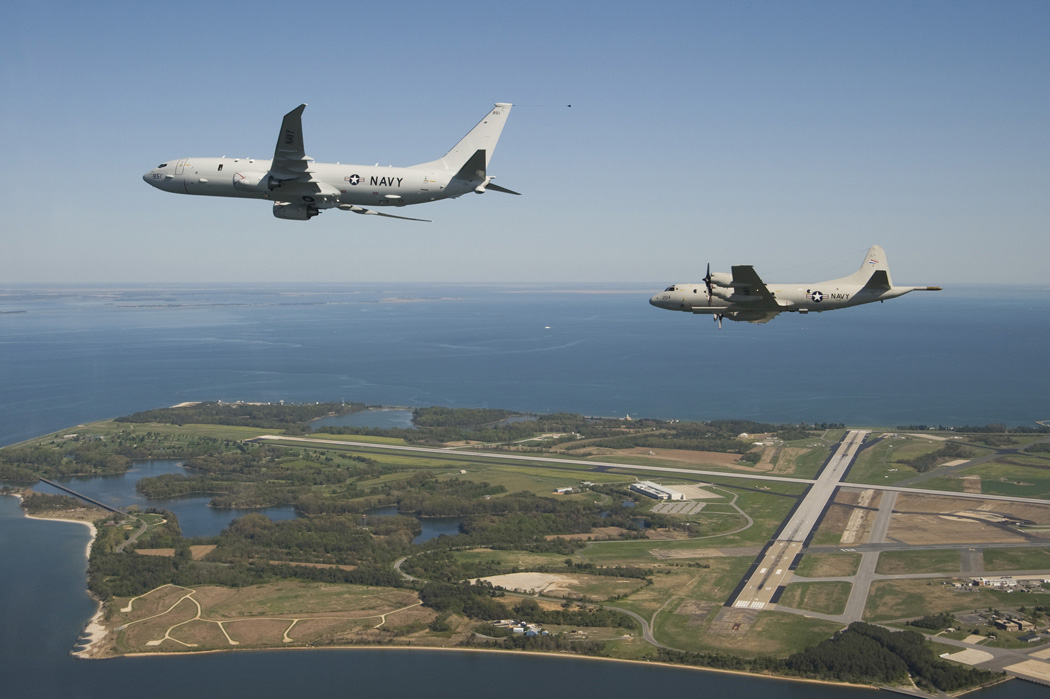
P-8 포세이돈과 P-3 오라이온

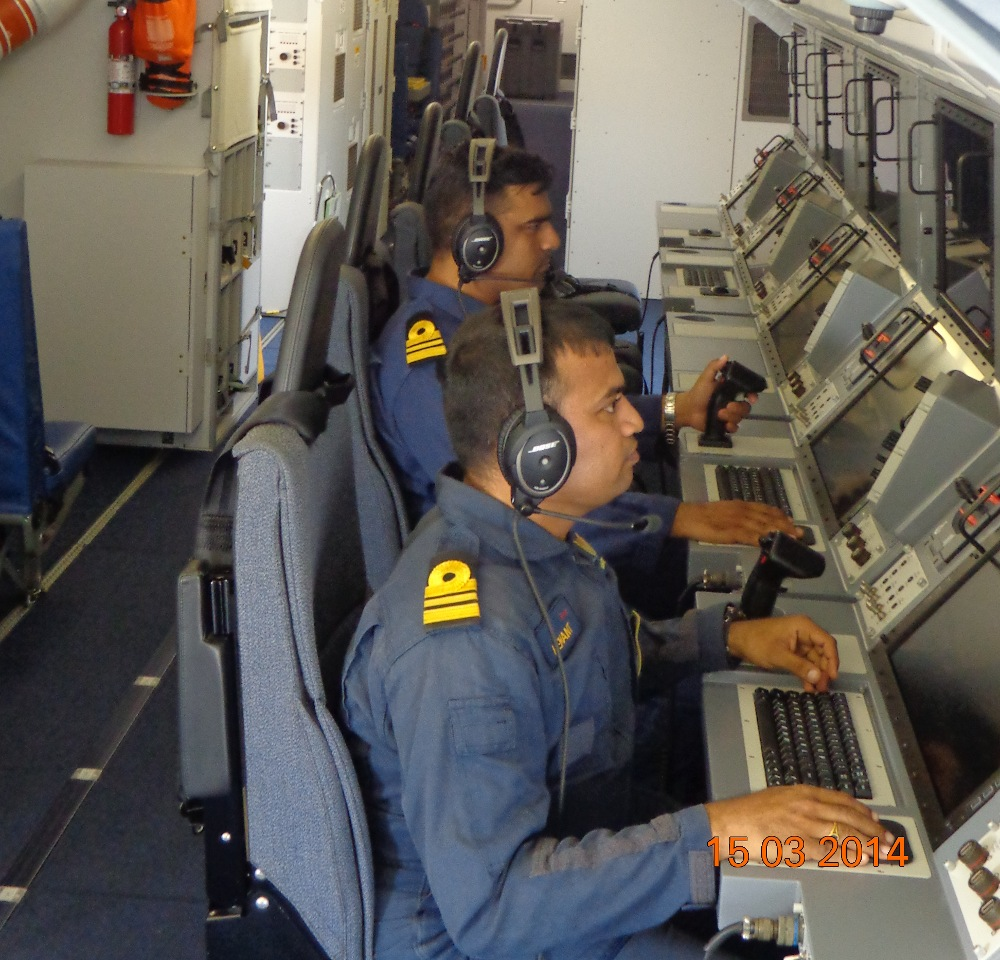
인도 해군 P-8I의 오퍼레이터

P-8 포세이돈(영어: P-8 Poseidon)은 보잉이 생산하는 미군의 차기 대잠초계기이다. 보잉 737-800 여객기를 기반으로 개발된 항공기로 P-3 오라이온을 순차적으로 대체할 예정이다. 대잠전, 대지상전, 정보·감시·정찰 임무를 수행한다.

## 역사

### 개발배경
터보프롭 ASW 항공기인 록히드 P-3 오라이온은 1962년부터 미국 해군(USN)과 함께 운항하고 있다. 1980년대에 USN은 P-3 대체품에 대한 연구를 시작했는데, P-3의 범위와 내구성은 증가하는 무게와 기체 피로 수명의 제한으로 인해 감소했다. 사양은 새로운 항공기가 운영 및 지원 비용을 줄일 것을 요구했다. 1989년에 록히드는 P-7 개발을 위한 고정 가격 계약을 받았지만, 이것은 다음 해에 취소되었다.
2000년 교체를 위한 두 번째 경쟁이 시작되었다. 록히드 마틴은 P-3의 최신 제작 버전인 오리온 21을 제출했다. 보잉의 제안은 737-800 여객기를 기반으로 했다. BAE Systems는 영국의 제트 동력 해상 초계기인 Nimrod MRA4의 새로운 제작 버전을 제공했다. BAE는 미국에 기반을 둔 생산 파트너가 없으면 그 입찰이 정치적으로 비현실적이라는 것을 인식하고 2002년 10월 경쟁에서 물러났다. 2004년 5월 14일, 보잉은 해상 다중 임무 항공기 프로그램의 우승자로 선정되었다.
2004년 6월, USN은 보잉사에 개발 계약을 체결했다. 이 프로젝트는 USN을 위해 최소 108대의 기체를 위한 것으로 계획되었다. 프로젝트 가치는 최소 150억 달러가 될 것으로 예상된다. Raytheon, Northrop Grumman, Spirit AeroSystems, GE Aviation Systems, Marshall Aerospace and Defense Group, CFM International, BAE Systems, Marotta가 주요 하청업체이다. 2004년 7월, USN은 5대의 항공기를 주문했고, 첫 번째 비행 테스트 항공기는 2009년에 완공될 예정이었다. 2005년 3월 30일, P-8A 지정을 받았다.

### 설계단계 및 시험
P-8은 P-3를 대체할 것이다. 처음에, 그것은 더 새로운 기술을 통합하기 위해 나중에 업그레이드 된 레거시 시스템을 갖추고 있었다. 정부 책임 사무소는 프로젝트를 일정과 예산에 맞게 유지하는 점진적인 접근 방식의 공을 돌렸다. 해군 항공 시스템 사령부 (NAVAIR)는 P-8A가 중량 감소 조치로 자기 이상 감지 (MAD) 장비를 장착해야 한다는 요구 사항을 삭제하여 내구성을 향상시켰다. 탄화수소 센서는 디젤로 움직이는 잠수함과 선박의 연료 증기를 감지한다.
그의 P-8의 첫 비행은 2009년 4월 25일이었다. 두 번째와 세 번째 P-8은 2010년 8월 초에 비행 시험 중이었다. 2010년 8월 11일, P-8의 저율 생산이 승인되었다. 2010년 10월 15일, P-8은 처음으로 소노부이를 출시했고, 세 번의 저고도 패스에서 6개를 떨어뜨렸다. 2011년, 얼음 감지 시스템은 위조 부품의 사용으로 인해 결함이 있는 것으로 밝혀졌는데, 이 부품들은 부실하게 수리되어 중국 공급업체에 의해 하청업체인 BAE Systems에 새 것으로 팔렸다고 한다.
2012년 3월 4일, 첫 번째 생산 P-8A는 FRS(Fleet Replacement Plaid), 30초계비행대대(VP-30) 훈련을 위해 플로리다의 잭슨빌 해군 공군기지로 향하며 USN에 인도되었다. 2012년 9월 24일, 보잉은 11대의 항공기에 대해 19억 달러(~2023년 24억 9천만 달러)의 주문을 발표했다. 2013년 6월 10일, 미국 국방부(DoD) 감사관(IG) 보고서는 P-8이 운영 요건을 충족하는지 평가할 수 있는 주요 데이터가 부족하여 정률 생산을 연기할 것을 권고했다. 또한 25년 수명을 보장하기 위해 추가 테스트가 필요했다. 보잉 경영진은 테스트 프로그램이 정상 궤도에 올랐다며 보고서를 일축했다. 2013년, 정률 생산은 P-8이 구조적 피로 없이 25년 수명을 유지하고 결함을 극복하고 수상함을 추적하며 1차 임무를 수행할 수 있다는 것을 입증할 수 있을 때까지 지연되었다.
2013년 6월 24일, P-8은 무기 통합 시험 중에 AGM-84 하푼 대함 미사일을 실탄으로 발사하여 중요한 이정표를 세웠고, 저가의 모듈식 표적을 직접 명중시켰다. 2013년 7월 1일, 초기 운용 시험 및 평가(IOT&E) 보고서에 따르면 P-8A는 "운용적으로 효과적이고, 운용상 적합하며, 함대 도입 준비가 되어 있다"고 밝혔다. 그 시점에 6대의 시험 비행기와 9대의 저율 초기 생산 항공기가 인도되었다. 2013년 7월 31일, 보잉은 2016년 말까지 37대의 항공기를 위한 13대의 P-8A를 4차 저율 초기 생산 로트에서, 그리고 16대의 P-8A를 1차 완전율 생산 로트에서 생산하는 20억 4천만 달러의 계약을 받았다.
2014년 1월, 해군 항공 시스템 사령부는 P-8A의 풀 레이트 생산을 진행했다. 증분 1 시스템은 지속적인 대잠전 (ASW) 능력과 통합 센서 제품군을 포함한다. 2016년에 증분 2 업그레이드는 다중 정적 능동 코히어런트 음향, 자동화된 식별 시스템 및 고고도 대잠 무기를 추가할 것이다. 2020년에 증분 3은 "망 가능한 대잠전"을 가능하게 할 것이다.
2014년 7월, P-8의 사업 개발 책임자인 프레드 스미스는 이 프로그램이 "2004년 생산 비용 추정치에서 21억 달러를 절약했다. 항공기는 현재 예상 가격인 2억 1,600만 달러에서 1억 5,000만 달러에 판매되고 있다"라고 말했다. 2013년 초당파 예산법의 만료로 인해 연간 16대의 항공기가 2015년에 8대로 줄어든 USN 주문량은 상업용 737 판매와 P-8 수출 판매로 부분적으로 상쇄될 것으로 예상되었다. 국방부는 잠재적인 사용자들의 국제적인 협력을 얻어, JSF(Joint Strike Fighter) 프로그램과 유사한 P-8 프로그램 템플릿을 따르기를 원했다.

### 새로운 제안
2010년, 보잉은 노스롭 그루먼의 E-8 조인트스타스를 교체하기 위해, P-8 정찰기 버전을 제안했다. 노드롭 그러먼은 E-8 조인트스타스 개량형을 개발할 계획인데, 같은 비용으로 P-8 해상초계기를 P-8 정찰기로 개조할 수 있다고 한다. P-8 AGS(Airborne Ground Surveillance)는 AESA 레이더를 장착했고, GMTI, SAR 정찰기능을 갖췄다. P-8 AGS의 외형상 특징은, 동체 하부에 튀어나온 레이더 포드이다. 최대이륙중량 85톤 P-8 AGS 정찰기는 최대이륙중량 146톤 보잉 RC-135 정찰기 보다 작다. RC-135는 미국에서 오랫동안 사용중이어서 매우 유명한 제트 엔진 정찰기이다.
2013년 보잉은 최대이륙중량 85톤 P-8 해상초계기 시스템을 보다 작은 기체인 최대이륙중량 20톤 봄바디어 챌린저 600 비즈니스 제트기에 설치하여, 가격을 낮춘 모델을 제안했다. 보잉 MSA(Maritime Surveillance Aircraft) 라고 부른다.
2014년 보잉은 E-8 조인트스타스 교체 모델을 P-8 해상초계기의 보잉 737-800이 아니라 하나 낮은 보잉 737-700에 설치할 수 있다고 제안했다.

## 운용국가
- 미국: 미국 해군 - 112대 도입
- 인도: 인도 해군 - P-8I(인도 수출용) 12대 도입[3]
- 호주: 오스트레일리아 왕립 공군 - 8대 도입
- 영국: 영국 공군 - 9대 도입
- 대한민국: 대한민국 해군 - 6대 도입
- 뉴질랜드: 뉴질랜드 해군 - 4대 도입
- 노르웨이: 노르웨이 해군 - 5대 도입
- 독일: 독일 해군 - 5대 도입 예정

## 한국
2018년, 방위사업청은 새로 도입할 차기 해상초계기인 P-8A를 대외군사판매 방식으로 도입하기로 결정했다. 2022년, 한국 해군의 P-8A 1호기가 미국 렌턴에서 포착되었고 같은 해 하반기부터 2023년까지 도입될 예정이었지만, 운용 인력의 교육으로 인하여 도입이 지연되고 있어 2024년에 도입될 것으로 보고있다. P-8A는 해군항공사령부 소속의 제617비행대대가 운용하게 된다.
2024년 6월 30일 6대의 P-8A가 무사히 한국에 인도되었고 7월 4일에 인수식이 거행되었다.

## 제원
- 승무원: 조종사 2명, 임무요원 7명
- 길이: 129 ft 6 in (39.50 m)
- 날개폭: 123 ft 6 in (37.64 m)
- 높이: 42 ft 1 in (12.83 m)
- 공허중량: 138,300 lb (62,730 kg)
- 탑재중량: 19,800+ lb (9,000+ kg)
- 최대이륙중량: 189,200 lb (85,820 kg)
- 엔진: 2x CFM56-7B 터보팬, 27,300 lbf (121.4 kN)
- 최고속도: 490 노트 (907 km/h, 564 mph)
- 순항속도: 440 노트 (815 km/h, 509 mph)
- 전투행동반경: 1,200 해리 (2,222 km) ; 4시간 임무비행 (대잠전 임무)
- 순항거리: 4,500 해리 (8,300 km)
- 최대고도: 41,000 ft (12,496 m)
- 무장: 내부무장창 5개, 외부장착점 6개
  - AGM-84H/K SLAM-ER, AGM-84 하푼, 마크 54 어뢰, 소노부이 129개 등
- 레이더: 레이시온 AN/APY-10 다목적 레이더
- 감시정찰장비: L-2 웨스캠 MX-20HD 센서 등

## 같이 보기
관련 개발
- 보잉 737
- E-737 - 한국이 4대 구매한 조기경보기
- C-40 클리퍼

유사 항공기
- P-3 오라이온 - 한국이 16대, 일본이 90대 사용중인 대잠초계기
- 호커 시들리 님로드
- 가와사키 P-1